# Souleymane Cissé
Souleymane Cissé (født 21. april 1940, død 19. februar 2025) var en filminstruktør fra Mali.
Cissé blev som barn fortryllet af film. Efter at havde studeret i Dakar og Moskva begyndte Cissé at lave dokumentarfilm og kortfilm. I 1974 skabte han sin første lange film, Den Muso. Filmen blev forbudt af kulturministeriet og Cissé selv blev arresteret og fængslet for at havde taget imod franske penge.[kilde mangler]
Han var den første instruktør fra Afrika syd for Sahara, der modtog en pris ved filmfestivalen i Cannes i 1987 for "Yeelen".
I 2007 vandt Cissé en Henri-Langlois-pris.
I 2023 blev han tildelt Golden Coach i 2023 ved filmfestivalen i Cannes.

## Udvalgte film
- Den Muso (Pigen, 1975)
- Baara (1978)
- Finyè (1982)
- Yeelen (1987)
- Waati (1995)